# Haiderabade (divisão)
A divisão de Haiderabade (em sindi:  حيدرآباد ڊويزن) é uma divisão administrativa da província de Sinde, no Paquistão. Foi abolida em 2000, mas restaurado novamente em 11 de julho de 2011. A sede da divisão de Haiderabade é a cidade de Haiderabade.